# Буровий ротор

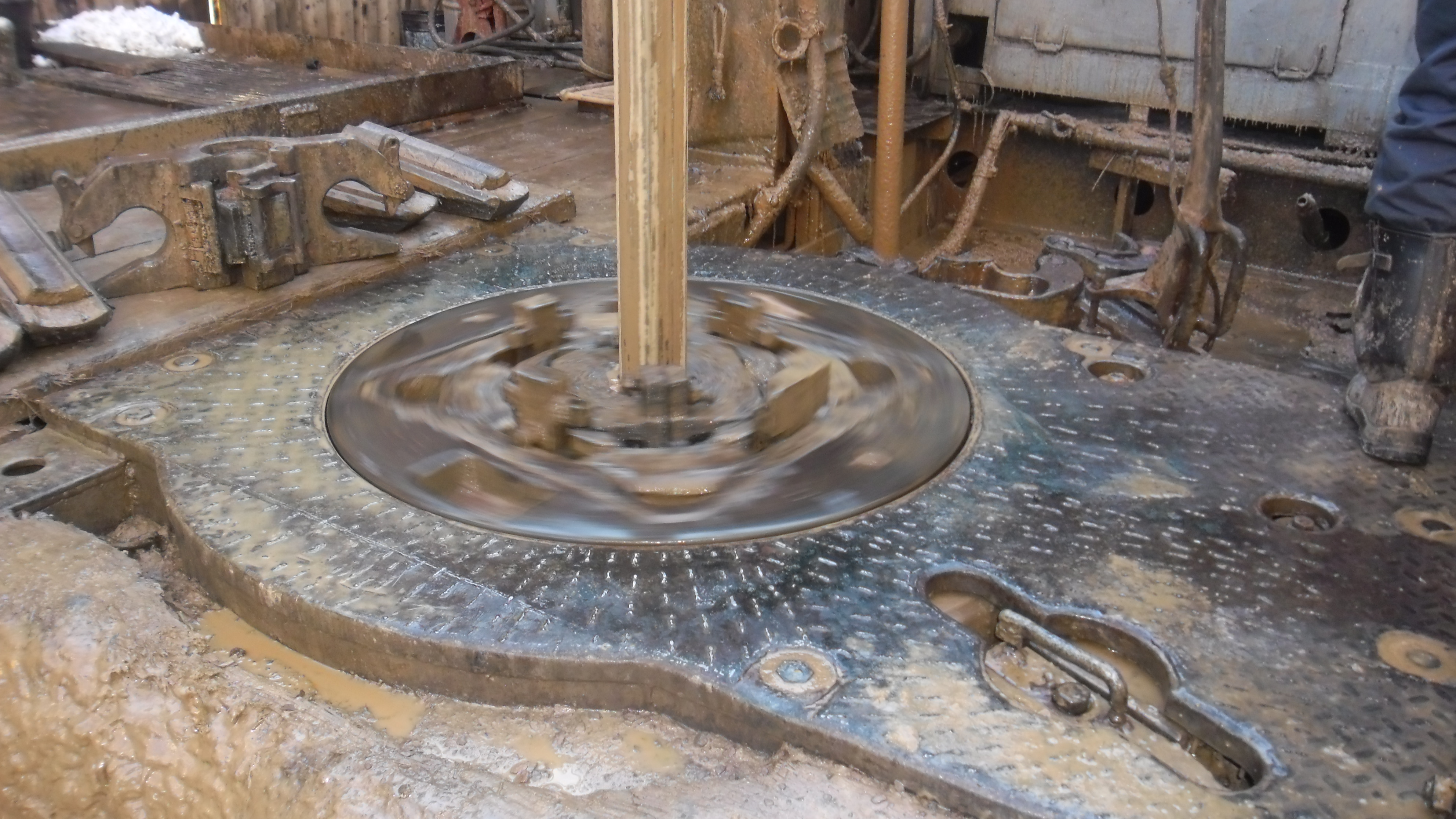
Рис. 1. Стіл бурового ротора.

Рис. 2. Схема бурового ротора.

Рис. 3. На цій простій схемі бурової установки №20 (синього кольору) — це поворотний стіл.

Буровий ротор — механізм, який є багатофункціональним обладнанням бурової установки, що призначений для обертання бурильних труб і підтримки колони бурильних або обсадних труб при згвинчуванні й розгвинчуванні в процесі спуско-підйомних операцій, при пошуковому бурінні й капітальному ремонті свердловин.

## Загальний опис
Ротори бурових установок призначені для обертання вертикально підвішеної бурильної колони з частотою 30 — 300 об/хв при роторному бурінні та сприйняття реактивного крутного моменту при бурінні вибійними двигунами. Вони служать і для утримання маси колон бурильних або обсадних труб, які встановлюються на столі ротора на клинах або на елеваторі. Ротори також використовуються для відгвинчування та згвинчування труб у процесі спуско-підіймальних робіт, ловильних і аварійних робіт. Ротор являє собою конічний зубчастий редуктор, ведене конічне колесо якого насаджено на втулку, з'єднану зі столом. Вертикальна вісь стола ротора розташована по осі свердловини.
На рисунку 2 показана схема ротора. Стіл 5 має отвір діаметром 250—1260 мм залежно від типорозміру ротора. В отвір столу встановлюють вкладиші 7 та затиски ведучої труби 6, через які передається крутний момент. Велике конічне колесо 4 передає обертання столу ротора, укріпленому на основній 3 і допоміжній 2 опорах, змонтованих у корпусі 1, що одночасно створює масляну ванну для змащування передачі та підшипників.
Зверху стіл захищений огорожею 8. Швидкохідний провідний вал 10 розташований горизонтально на підшипниках 11, що сприймають радіальні й горизонтальні навантаження. Вал 10 приводиться в обертання від ланцюгової зірочки 12 або за допомогою вилки карданного вала, розташованої на кінці вала. Ротор забезпечений стопором 9, при ввімкненні якого обертання столу стає неможливим. Фіксація столу ротора необхідна при СПО і бурінні вибійними двигунами для сприйняття реактивного моменту.